# Being Funny in a Foreign Language
Being Funny in a Foreign Language é o quinto álbum de estúdio lançado pela banda britânica The 1975. Foi oficialmente lançado no dia 14 de outubro de 2022, através da gravadora Dirty Hit. O álbum foi gravado em sua maior parte no Real World Studios em Wiltshire.
A banda lançou o primeiro single oficial "Part of the Band" em 7 de julho de 2022, seguido pelos lançamentos seguintes dos singles "Happiness", "I'm in Love with You", "All I Need to Hear", "About You" e "Looking for Somebody (To Love)".
Após o lançamento, o álbum recebeu aclamação pela crítica britânica, com muitas publicações o considerando um dos melhores trabalhos da banda. Diversos veículos da imprensa especializada, como NME, Billboard, Pitchfork, Rolling Stone e Variety o listaram como um dos melhores lançamentos do ano de 2022. O álbum também estreou no topo da parada de álbuns do Reino Unido e alcançou o primeiro lugar na Escócia, Irlanda e Austrália. Também alcançou o top 10 na Nova Zelândia, Japão, Canadá, Holanda e Estados Unidos. O álbum foi indicado ao prêmio de Álbum do Ano no Brit Awards de 2023.

## Antecedentes
Diversos shows da turnê da banda foram cancelados em 2020 devido à pandemia de COVID-19. Durante esse tempo sem atividades, o vocalista Matty Healy sinalizou lançar futuras músicas sob o nome de "Drive Like I Do" e disse que a banda estava trabalhando em seu quinto álbum de estúdio.
Em 14 de fevereiro de 2022, a banda desativou suas principais contas de mídia social, sugerindo que um novo material seria lançado em breve.
O título do álbum e a lista de faixas foram revelados para fãs selecionados através do envio de cartões postais. A banda lançou seu primeiro single do álbum "Part of the Band" no dia 7 de julho de 2022. O segundo single, "Happiness", foi lançado no dia 3 de agosto de 2022. O terceiro single, "I'm in Love with You", foi lançado no dia 1 de setembro de 2022. O quarto single, "All I Need to Hear", foi lançado no dia 21 de setembro de 2022.

## Promoção

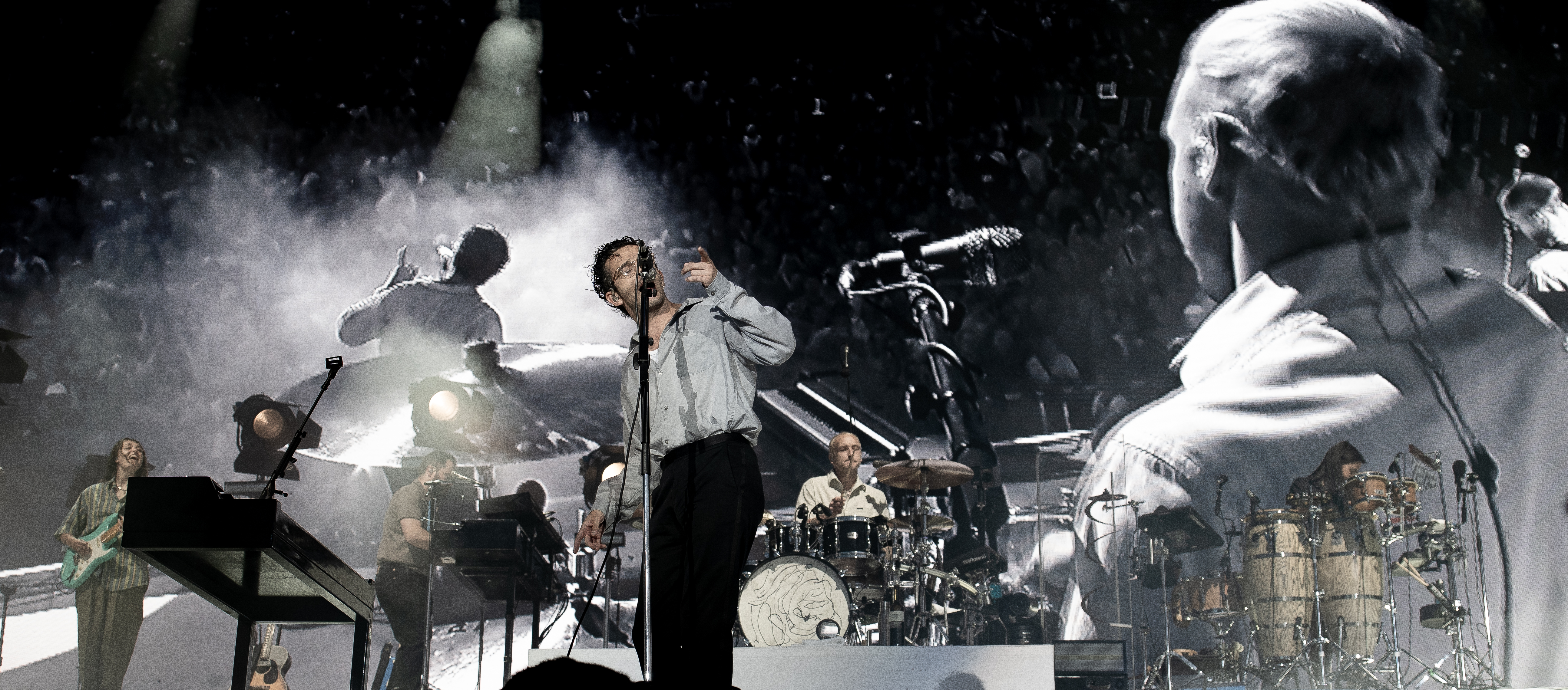
Apresentação da banda no Southside Festival 2023

Como divulgação do álbum, a banda embarcou em uma turnê mundial intitulada "At Their Very Best" em 2022. Em 2023, novas datas foram anunciadas para a turnê em arenas intitulada "Still... At Their Very Best" no ano seguinte.

## Recepção crítica
Being Funny in a Foreign Language teve grande aclamação da crítica em seu lançamento. No Metacritic, que atribui uma nota máxima de 100 com base nas avaliações de críticos convencionais, o álbum teve uma nota de 82, com base nas avaliações de 16 críticos, indicando "aclamação universal".  O álbum foi avaliado com 7,6 de 10 no agregador AnyDecentMusic?.

### Listas de fim de ano
| Publication          | List                             | Rank | Ref.   |
| -------------------- | -------------------------------- | ---- | ------ |
| Billboard            | The 50 Best Albums of 2022       | 16   | [ 13 ] |
| Clash                | Clash's Albums of the Year       | 48   | [ 14 ] |
| DIY                  | DIY's Albums of 2022             | 8    | [ 15 ] |
| Entertainment Weekly | The 10 Best Albums of 2022       | 10   | [ 16 ] |
| Esquire              | The 25 Best Albums of 2022       | *    | [ 17 ] |
| Far Out              | The 50 Best Albums of 2022       | 46   | [ 18 ] |
| Gigwise              | Gigwise's 51 Best Albums of 2022 | 3    | [ 19 ] |
| Insider              | The 20 Best Albums of 2022       | 11   | [ 20 ] |
| The Guardian         | The 50 Best Albums of 2022       | 26   | [ 21 ] |
| Los Angeles Times    | The 20 best albums of 2022       | *    | [ 22 ] |
| New York Times       | Best Albums of 2022              | *    | [ 23 ] |
| NME                  | The 50 Best Albums of 2022       | 10   | [ 24 ] |
| Pitchfork            | The 50 Best Albums of 2022       | 33   | [ 25 ] |
| Rolling Stone        | Best Music of 2022               | *    | [ 26 ] |
| Slant Magazine       | The 50 Best Albums of 2022       | 37   | [ 27 ] |
| Slate                | The Best Albums of 2022          | *    | [ 28 ] |
| Stereogum            | The 50 Best Albums of 2022       | 17   | [ 29 ] |
| Under the Radar      | The 100 Best Albums of 2022      | 21   | [ 30 ] |
| Uproxx               | Best Albums of 2022              | 13   | [ 31 ] |
| Variety              | The Best Albums of 2022          | 9    | [ 32 ] |

## Lista de faixas
Todas as faixas escritas e compostas por Matty Healy e George Daniel. C. 
| Being Funny in a Foreign Language track listing |                                  |         |  |
| N.º                                             | Título                           | Duração |  |
| 1.                                              | "The 1975"                       | 4:10    |  |
| 2.                                              | "Happiness (The 1975 song)"      | 5:03    |  |
| 3.                                              | "Looking for Somebody (To Love)" | 2:58    |  |
| 4.                                              | "Part of the Band"               | 4:20    |  |
| 5.                                              | "Oh Caroline"                    | 3:32    |  |
| 6.                                              | "I'm in Love with You"           | 4:22    |  |
| 7.                                              | "All I Need to Hear"             | 3:30    |  |
| 8.                                              | "Wintering"                      | 2:45    |  |
| 9.                                              | "Human Too"                      | 3:44    |  |
| 10.                                             | "About You"                      | 5:26    |  |
| 11.                                             | "When We Are Together"           | 3:36    |  |
| Duração total:                                  | Duração total:                   | 43:26   |  |

| Japanese Version |                             |         |  |
| N.º              | Título                      | Duração |  |
| 12.              | "All I Need to Hear" (Demo) | 2:54    |  |
| Duração total:   | Duração total:              | 46:20   |  |

## Paradas
| Chart (2022)                                  | Posição |
| --------------------------------------------- | ------- |
| Austrália (ARIA)                              | 1       |
| Áustria (Ö3 Austria Top 40)                   | 25      |
| Bélgica (Ultratop Flandres)                   | 19      |
| Bélgica (Ultratop Valônia)                    | 100     |
| Canadá (Billboard)                            | 10      |
| Dinamarca (Hitlisten)                         | 36      |
| Países Baixos (Dutch Charts)                  | 9       |
| França (SNEP)                                 | 170     |
| Alemanha (Offizielle Deutsche Charts)         | 53      |
| Irlanda (Official Irish Albums)               | 1       |
| Japão (Oricon)                                | 12      |
| Japanese Combined Albums (Oricon)             | 12      |
| Japanese Hot Albums (Billboard Japan)         | 10      |
| Lithuanian Albums (AGATA)                     | 40      |
| New Zealand Albums (RMNZ)                     | 4       |
| Noruega (VG-lista)                            | 29      |
| Escócia (Official Scottish Albums)            | 1       |
| Espanha (PROMUSICAE)                          | 30      |
| Swedish Albums (Sverigetopplistan)            | 17      |
| Suíça (Schweizer Hitparade)                   | 16      |
| Reino Unido (Official Albums Chart)           | 1       |
| Reino Unido (UK Independent Albums Chart)     | 1       |
| Estados Unidos (Billboard 200)                | 7       |
| Estados Unidos (Billboard Independent Albums) | 2       |
| Estados Unidos (Top Alternative Albums)       | 2       |
| Estados Unidos (Top Rock Albums)              | 2       |

 
|